# Genska ontologija
Genska ontologija (eng. Gene ontology, GO)  je međunarodna bioinformatička inicijativa koja je uvedena radi unificiranja prikaza dijela vokabulara bioznanosti, odnosno atributa gena i genskih proizvoda svih vrsta. Rezultat je istoimena ontološka baza podataka koja se neprestano razvija među raznim svjetskim biološkim bazama podataka. Ovaj projekt održava i razvija kontrolirani vokabular atributa gena i genskih proizvoda, anotira gene i genske proizvode, asimilira i rasprostranjuje anotacijske podatke, pruža alate brzog pristupa svim aspektima podataka koje ovaj projekt omogućava te omogućava funkcionalnu interpretaciju pokusnih podataka uporabom projekta Genske ontologije, primjerice putem analize obogaćivanja.
Otvorene biomedicinske ontologije (eng. Open Biomedical Ontologies, OBO) su veći projekt razvrstavanja koji obuhvaća Gensku ontologiju. 
Ustanove koje sudjeluju u radu GO većinom su iz SAD, a potpore dobivaju od vlasti i poduzeća AstraZeneca. GO je primarno na engleskom, slobodna je pristupa i neutralan prema vrstama.